# Polinomio trigonométrico
Un polinomio trigonométrico, también denominado suma trigonométrica es una combinación lineal finita de funciones trigonométricas seno y coseno del tipo {\displaystyle \operatorname {sen}(nx)} y {\displaystyle \cos(nx)} con {\displaystyle n} tomando los valores de uno o más números naturales y {\displaystyle x} un número real. Los polinomios trigonométricos son ampliamente utilizados, por ejemplo, en la interpolación trigonométrica aplicada a funciones periódicas, en la solución de ecuaciones diferenciales lineales ordinarias con coeficientes constantes y en el cálculo de la transformada discreta de Fourier. El polinomio trigonométrico también permite una representación compleja (formal) clara en la que ciertas combinaciones lineales complejas se forman a partir de las funciones exponenciales en lugar de las funciones coseno y seno. Con esta representación, son a menudo simplificados los cálculos.
En la teoría de funciones, el análisis funcional y en muchas aplicaciones, como la teoría del número analítico, cualquier combinación lineal compleja de funciones con un número {\displaystyle \omega >0} fijo real se denomina polinomio trigonométrico complejo o suma trigonométrica compleja.
Tanto los polinomios trigonométricos reales como los complejos proporcionan las mejores aproximaciones únicas, en cualquier grado {\displaystyle n} dado, para cada función que las funciones trigonométricas generadoras que cada uno contiene como base ortonormal (sistema ortogonal).
Los polinomios trigonométricos son sumas parciales de las series de Fourier las cuales tienen infinitos términos.

## Definiciones

### Polinomio trigonométrico real
Se llama polinomio trigonométrico real de grado n-ésimo, a cualquier función {\displaystyle P(x)} definida por:
{\displaystyle P(x)={\frac {\alpha _{0}}{2}}+\sum _{k=1}^{N}\alpha _{k}\cos(kx)+\sum _{k=1}^{N}\beta _{k}\operatorname {sen}(kx)\qquad (x\in \mathbf {\mathbb {R} } )}
siendo {\displaystyle \alpha _{k}} y {\displaystyle \beta _{k}} coeficientes reales no nulos, con {\displaystyle 0\leq n\leq N}

### Período de un polinomio trigonométrico
Un polinomio trigonométrico real, siendo compuesto de funciones periódicas, también se puede definir algo más generalmente por su período, siendo éste un número real positivo {\displaystyle T}. Si se define {\displaystyle {\displaystyle \omega ={\frac {2\pi }{T}}}}, entonces el polinomio es escrito como:
{\displaystyle P(x)={\frac {\alpha _{0}}{2}}+\sum _{k=1}^{N}\alpha _{k}\cos(k\omega x)+\sum _{k=1}^{N}\beta _{k}\operatorname {sen}(k\omega x)\qquad (x\in \mathbf {\mathbb {R} } )}
donde {\displaystyle \omega } es la llamada frecuencia angular.
Para los parámetros restantes, las mismas suposiciones y designaciones se aplican como en el caso especial de {\displaystyle T=2\pi } y {\displaystyle \omega =1}.

### Polinomio trigonométrico complejo
De manera similar, se llama polinomio trigonométrico complejo de grado n-ésimo, a cualquier función {\displaystyle P(x)} definida por:
{\displaystyle P(x)={\frac {\alpha _{0}}{2}}+\sum _{k=1}^{N}\alpha _{k}\cos(kx)+i\sum _{k=1}^{N}\beta _{k}\operatorname {sen}(kx)\qquad (x\in \mathbf {\mathbb {R} } )}
siendo {\displaystyle \alpha _{k}} y {\displaystyle \beta _{k}} también coeficientes reales no nulos, con {\displaystyle 0\leq n\leq N} y {\displaystyle i={\sqrt {-}}1}. Usando la fórmula de Euler, la anterior ecuación puede ser reescrita como:
{\displaystyle f(x)=\sum _{k=-N}^{N}\gamma _{k}e^{ikx}\qquad (x\in \mathbf {\mathbb {R} } ).}
siendo {\displaystyle \gamma _{k}} un coeficiente complejo, escrito en la forma polar {\displaystyle \gamma _{k}=c_{k}e^{i\theta _{k}}} o en la forma 
{\displaystyle \gamma _{k}=a_{k}+ib_{k}}

## Propiedades

### Ortogonalidad
Los polinomios trigonométricos cumplen con las siguientes propiedades ortogonales, siendo {\displaystyle (k,l\in \mathbb {N} )} y {\displaystyle \omega } definido como se hizo previamente:
1. {\displaystyle \int _{0}^{\frac {2\pi }{\omega }}\cos(k\omega x)\cdot \operatorname {sen}(l\omega x)\,dx=0},
2. {\displaystyle \int _{0}^{\frac {2\pi }{\omega }}\cos(k\omega x)\cdot \cos(l\omega x)\,dx={\begin{cases}0\quad (k\neq l)\\{\frac {\pi }{\omega }}\quad (k=l\neq 0)\\{\frac {2\pi }{\omega }}\quad (k=l=0)\end{cases}}}
3. {\displaystyle \int _{0}^{\frac {2\pi }{\omega }}\operatorname {sen}(k\omega x)\cdot \operatorname {sen}(l\omega x)\,dx={\begin{cases}0\quad (k\neq l)\\{\frac {\pi }{\omega }}\quad (k=l\neq 0)\\0\quad (k=l=0).\end{cases}}}

En el caso de los polinomios complejos, siendo {\displaystyle (k,l\in \mathbb {Z} )} la ortogonalidad se expresa así:
{\displaystyle \int _{0}^{\frac {2\pi }{\omega }}e^{ik\omega x}\cdot e^{-il\omega x}\,dx={\begin{cases}0\quad (k\neq l)\\{\frac {2\pi }{\omega }}\quad (k=l).\end{cases}}}

### Convergencia
El teorema de Fejér establece que la media aritmética de las sumas parciales de la serie de Fourier de la función {\displaystyle f} converge uniformemente a {\displaystyle f}, siempre que esta función sea continua en el círculo, dando así una manera explícita de encontrar un polinomio trigonométrico aproximado T.

### Teorema de Weierstrass
Los polinomios trigonométricos forman un conjunto denso en el espacio de funciones continuas en el círculo unitario, con la norma uniforme. Este es un caso especial del Teorema de Stone-Weierstrass. Más concretamente, para cada función continua {\displaystyle f} y cada {\displaystyle \epsilon >0}, existe un polinomio trigonométrico {\displaystyle T} tal que  {\displaystyle |f(z)-T(z)|<\epsilon } para todo número {\displaystyle z}.

### Cantidad de raíces
Un polinomio trigonométrico de grado N tiene un máximo de 2N raíces en cualquier intervalo semiabierto {\displaystyle [a,a+2\pi )} siendo {\displaystyle a} un número real.